# Сеймик

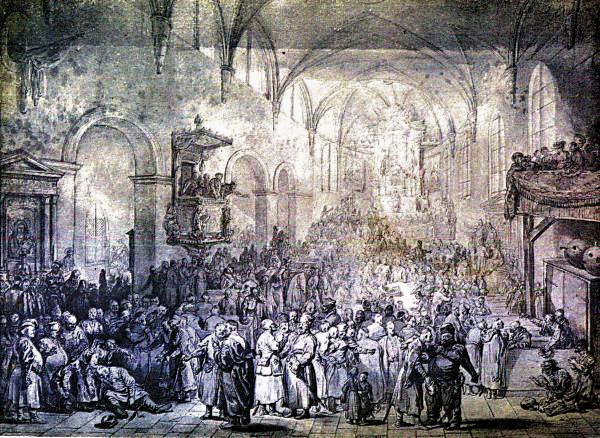
Сеймик у церкві

Сеймики (пол. sejmik, зменшуване від сейм) — орган територіального станового самоврядування в Польщі (з кінця 14 ст.), у Великому Князівстві Литовському (з 1564) і Речі Посполитій 16–18 ст. — з'їзди місцевої шляхти повітів, воєводств і земель. Діяли до скасування Литовських Статутів у 1840 році.

## Історія
Сеймики ведуть своє походження з Нешавських статутів, подарованих шляхті королем Казимиром IV Ягеллончиком. У першій третині XV століття вперше з'явилися генеральні сеймики, які з 1493 почали відправляти своїх представників на Вальний сейм.
У XVI столітті основною силою в сеймиках стало середнє дворянство. Пізніше, лідируюча роль перейшла магнатам. Литовські сеймики у Великому Князівстві Литовському були більшою мірою підконтрольні магнатам, ніж, в землях Польського королівства. Сеймики досягли вершини свого впливу на рубежі XVII і XVIII століття, коли найчастіше вони самі призначали терміни своєї роботи, розширюючи їх на свій розсуд. Ці зловживання були припинені рішеннями одноденного «німого сейму» (пол. sejm niemy) у 1717 році.
На більшій території Польщі сеймики існували аж до Третього поділу Речі Посполитій у 1795 році і були скасовані з введенням прусського і австрійського законодавства на відповідних територіях. На території, що відійшла до Російської імперії, сеймики продовжували існувати до скасування Литовських Статутів та створення Північно-Західного краю у 1840 році.
У Литві в 1925–1939 роках сеймиком називалося виборні законодавчі збори автономного Клайпедського краю.
Сеймики знову були відроджені у Польщі в 1999 році та стали виконувати функції самоврядування кожного з 16 воєводств і отримали назву Воєводський сеймик.

## Перебіг
Сеймики відбувалися згідно з королівським універсалом у визначений день. На сеймику могла бути присутня уся осіла шляхта повіту, землі або воєводства (в залежності від сеймику). З грона шляхти обирався маршалок, котрий проводив засідання. Королівську сторону представляв посланець, котрий привозив на сеймик королівську легацію. Шляхта обговорювала її положення і формувала свої пропозиції до інструкції послам. З присутніх на сеймику обиралися посли на вальний сейм. Зазвичай це були впливові і авторитетні особи. Завершувався сеймик прийняттям ляуди (ухвали), яка до 1776 року приймалася одностайно і її текст вписували до земських, а від кінця XVI століття до гродських книг воєводства або землі.
Сеймикова інструкція, звана також артикулами сеймику або артикулами воєводства, укладалася під кінець роботи сеймику. Вона була відповіддю шляхти на королівську легацію. Формувалася на основі тексту королівської легації. На зміст місцевої інструкції приймали маґнати і ієрархи католицької церкви на території кожного з повіту, землі, воєводства.

## Типи
- Передсеймовий — обирали послів на вальний сейм і ухвалювали для них інструкції;
- Реляційний — посли з вального сейму звітувались з своєї діяльності;
- Каптуровий — скликалися під час безкоролівства;
- Елекційний — обирали кандидатів на земські уряди;
- Депутатський — обирали депутатів до Коронного Трибуналу;
- Господарський — консультативний орган, що займався господарськими проблемами;
- Генеральний — зібрання шляхти кількох воєводств, земель, для вироблення спільної позиції регіону на вальному сеймі.

## На українських землях

### Руське воєводство
- Сеймик Львівської землі — у Судовій Вишні, елекційний і часом інші у Львові;
- Сеймик Перемиської землі — у Судовій Вишні, елекційний і часом інші у Перемишлі;
- Сеймик Сяноцької землі — у Судовій Вишні, елекційний і часом інші у Сяноку;
- Сеймик Галицької землі — у Галичі;
- Сеймик Холмської землі — у Холмі.

### Подільське воєводство
- Сеймик у Кам'янці. У 1672—1677 роках як егзгулянський у Галичі, 1678—1699 у Львові, далі знову у Кам'янці.

### Белзьке воєводство
- Сеймик у Белзі.

### Брацлавське воєводство
- Сеймик до 1598 року у Брацлаві, потім у Вінниці. У 1659 році як егзгулянський у Володимирі.

### Волинське воєводство
- Первісно сеймик у Володимирі, від 1576 року в Луцьку.

### Київське воєводство
Сеймики у Києві, Житомирі, Овручу. У 1659 році як егзгулянський у Володимирі. Пізніше у Житомирі.

### Чернігівське воєводство
- Сеймик у Чернігові. Від 1659 року як егзгулянський у Володимирі.